# USグロッセート1912
USグロッセート1912（Unione Sportiva Grosseto 1912）は、イタリア・トスカーナ州グロッセートを本拠地とするサッカークラブ。2021-22シーズンはセリエCに所属している。

## 歴史
前身となるUGSグロッセート（Unione Ginnico Sportiva Grosseto）は1912年に創設され、1921-22シーズンからリーグに参加している。主にセリエC、セリエDに所属していたが、1995年にクラブが破産、セリエDの下位リーグであるエッチェッレンツァへ降格することになる。エッチェッレンツァ初年度となる1995-96シーズン、クラブは15位と低迷。さらに下位のプロモツィオーネに降格してしまう。プロモツィオーネに所属した1996-97シーズン以降、クラブはようやく上昇傾向となり、同シーズンはプロモツィオーネ・ジローネBで優勝し、1年でエッチェッレンツァに復帰。翌シーズンもエッチェッレンツァ・ジローネAで2位となり、セリエD復帰を決めている。それ以降、大きく崩れることなく、2001-02シーズンにはセリエC2昇格、2003-04シーズンにはセリエC1昇格を決めている。
セリエC1に所属した2004-05シーズン以降、クラブは常にセリエB昇格争いに加わり、2004-05シーズンは4位でプレイオフに進出（初戦の対ACパヴィーアで敗退）、続く05-06シーズンも4位でプレイオフに進出し、決勝まで進むもフロジノーネに敗れていた。そしてセリエC1で3年目となる2006-07シーズン、序盤こそ振るわなかったものの、監督を交代した11月以降クラブは躍進し、実に25試合で勝ち点53（1試合平均2.12点）を積み上げた。そして最大12まで開いていた首位との勝ち点差を逆転、セリエC1・ジローネA優勝を果たした。この結果セリエB昇格を決定、これは約100年におよぶクラブの歴史の中で史上初の快挙である。
また、同シーズン、セリエC1優勝の2チームが争うスーペルコッパ・ディ・レガ・プロフェッショニスティ・ディ・セリエC1（Supercoppa di Lega Professionisti di Serie C1）において、ジローネB優勝のラヴェンナ・カルチョと対戦。ホームアンドアウェーの初戦は1-1で引き分け、グロッセートのホームとなる第二戦で1-0の勝利を収め、こちらもクラブ史上初となる国内タイトルを獲得している。
2008-09シーズンにはセリエB6位となり、セリエA昇格プレイオフに臨んだが、ASリヴォルノ・カルチョに敗退した。
2012-13シーズン前に八百長問題で一度はセリエBからの降格処分が言い渡されたが、その後控訴が認められてセリエB残留となった。しかし、結局そのシーズンはセリエB最下位となり、レガ・プロ・プリマ・ディヴィジオーネ（3部）降格となった。2014-15シーズン終了後、クラブは破産宣告を受ける。2015年8月6日に再建され、USグロッセートFC（Unione Sportiva Grosseto Football Club）からFCグロッセートSSDとなった。

## タイトル

### 国内タイトル
- スーペルコッパ・ディ・レガ・ディ・セリエC1 ：1回

2006-07
- セリエC : 1回

1946-47（ジローネD）
- セリエC1 : 1回

2006-07（ジローネA）
- セリエC2 : 2回

2003-04（ジローネB）、2006-07（ジローネA）
- セリエD : 2回

1960-61（ジローネD）、1972-73（ジローネE）
- カンピオナート・ナツィオナーレ・ディレッタンティ : 1回

1994-95（ジローネA）
- プロモツィオーネ : 2回

1951-52（ジローネH）、1996-97（ジローネA）

### 国際タイトル
なし

## 過去の成績
| シーズン | ディビジョン                   | ディビジョン | ディビジョン | ディビジョン | ディビジョン | ディビジョン | ディビジョン | ディビジョン | ディビジョン | コッパ・イタリア |
| シーズン | リーグ                         | 試           | 勝           | 分           | 敗           | 得           | 失           | 勝ち点       | 順位         | コッパ・イタリア |
| -------- | ------------------------------ | ------------ | ------------ | ------------ | ------------ | ------------ | ------------ | ------------ | ------------ | ---------------- |
| 2005-06  | セリエC1 ・ジローネB           | 34           | 12           | 15           | 7            | 43           | 32           | 51           | 4位          | 2回戦敗退        |
| 2006-07  | セリエC1 ・ジローネA           | 34           | 16           | 14           | 4            | 46           | 27           | 62           | 1位          | 1回戦敗退        |
| 2007-08  | セリエB                        | 42           | 10           | 19           | 13           | 47           | 54           | 49           | 13位         | 1回戦敗退        |
| 2008-09  | セリエB                        | 42           | 18           | 10           | 14           | 64           | 66           | 64           | 6位          | 3回戦敗退        |
| 2009-10  | セリエB                        | 42           | 14           | 19           | 9            | 66           | 63           | 61           | 7位          | 3回戦敗退        |
| 2010-11  | セリエB                        | 42           | 12           | 15           | 15           | 43           | 50           | 51           | 15位         | 3回戦敗退        |
| 2011-12  | セリエB                        | 42           | 11           | 16           | 15           | 47           | 60           | 49           | 14位         | 3回戦敗退        |
| 2012-13  | セリエB                        | 42           | 7            | 13           | 22           | 44           | 67           | 34→28        | 22位         | 2回戦敗退        |
| 2013-14  | レガ・プロ・プリマ ・ジローネB | 32           | 11           | 9            | 12           | 34           | 36           | 42           | 11位         | 2回戦敗退        |
| 2014-15  | レガ・プロ ・ジローネB         | 38           | 11           | 14           | 13           | 43           | 41           | 46           | 11位         | —                |
| 2015-16  | セリエD ・ジローネG            | 34           | 21           | 5            | 8            | 71           | 43           | 68           | 2位          | —                |
| 2016-17  | セリエD ・ジローネE            | 34           | 3            | 7            | 24           | 27           | 90           | 16→14        | 18位         | 1回戦敗退        |
| 2017-18  | エッチェッレンツァ             | 30           | 16           | 11           | 3            | 43           | 19           | 59           | 3位          | —                |
| 2018-19  | エッチェッレンツァ             | 30           | 23           | 4            | 3            | 61           | 19           | 73           | 1位          | —                |
| 2019-20  | セリエD ・ジローネE            | 26           | 15           | 7            | 4            | 45           | 25           | 52           | 1位          | —                |
| 2020-21  | セリエC ・ジローネA            | 38           | 14           | 12           | 12           | 43           | 41           | 54           | 9位          | —                |
| 2021-22  | セリエC ・ジローネB            | 38           | 5            | 15           | 18           | 30           | 47           | 30           | 20位         | —                |
| 2022-23  | セリエD                        |              |              |              |              |              |              |              | 位           |                  |

## 歴代監督
- マッシミリアーノ・アッレグリ 2005-2006
- アントネッロ・クックレドゥ 2006-2007
- ステファーノ・ピオリ 2007-2008
- エリオ・グスティネッティ 2008-2009.2, 2009.3-2010.3
- エツィオ・ロッシ 2009.2-3
- ルイジ・アポローニ 2010.7-9
- フランチェスコ・モリエーロ 2010.9-2011.1, 2012.7-10
- ミケーレ・セレナ 2011.1-6
- ジュゼッペ・ジャンニーニ 2011
- マリオ・ソンマ 2012.10-11

## 歴代所属選手

### DF
- マリアーノ・ステンダルド 2008-2009
- ケブライ・コンテー 2009-2010

### MF
- アンドレア・ラッツァーリ 2007-2008
- ニコラス・コルドバ 2008-2009
- ケコ 2012
- ジェンナーロ・デルヴェッキオ 2012-2013

### FW
- アンディ・セルヴァ 2002
- トマス・ダニレヴィチュス 2008
- マウリシオ・ピニージャ 2009-2010
- マウロ・エスポージト 2010
- パパ・ワイゴ 2011